# Tereza Huříková
Tereza Huříková (ur. 11 lutego 1987 w Vimperku) – czeska kolarka górska i szosowa, dwukrotna medalistka mistrzostw świata juniorów w kolarstwie szosowym i górskim oraz pięciokrotna medalistka mistrzostw Europy MTB.

## Kariera
Pierwszy sukces w karierze Tereza Huříková osiągnęła w 2003 roku, kiedy zdobyła srebrny medal w cross-country podczas mistrzostw Europy w kolarstwie górskim w Grazu. Rok później zdobyła trzy medale: złoty w indywidualnej jeździe na czas juniorek podczas szosowych mistrzostw świata w Weronie, brązowy w cross-country juniorek podczas mistrzostw świata w MTB w Les Gets oraz ponownie srebrny w cross-country juniorek na ME w Wałbrzychu. Kolejne dwa medale zdobyła rok później: srebrny w indywidualnej jeździe na czas juniorek na szosowych mistrzostwach świata w Salzburgu oraz złoty w cross-country juniorek na mistrzostwach świata w MTB w Livigno. Podczas mistrzostw Europy MTB w Kapadocji w 2007 roku była trzecia w cross-country w kategorii U-23, wynik ten powtarzając podczas ME w St. Wendel w 2008 roku. Pierwszym medalem Huříkovej w kategorii elite był brąz w sztafecie wywalczony na mistrzostwach Europy w kolarstwie górskim w Hajfie w 2010 roku. W Pucharze Świata w kolarstwie górskim najlepsze wyniki osiągnęła w sezonie 2008, który ukończyła na ósmej pozycji. Czeszka była także szósta podczas rozgrywanych w 2013 roku mistrzostw świata w maratonie MTB w Kirchbergu. W 2008 roku brała udział w zawodach cross-country na igrzyskach olimpijskich w Pekinie, jednak nie zdołała ukończyć rywalizacji.